# Eleições presidenciais nas Filipinas em 2022
As eleições presidencial e vice-presidencial filipinas em 2022 foram realizadas em 9 de maio, tendo sido a 17ª eleição presidencial direta e 16ª eleição vice-presidencial direta ocorrida nas Filipinas desde 1935. 
A chapa presidencial composta por Bongbong Marcos e Sara Duterte sagrou-se vencedora em ambos os pleitos. Na disputa presidencial, Marcos venceu com facilidade após obter 58.77% dos votos válidos, derrotando a então vice-presidente Leni Robredo, que conquistou 27.94% dos votos do eleitorado filipino.
Na disputa vice-presidencial, por sua vez, Sara Duterte obteve uma vitória eleitoral ainda mais confortável ao conquistar 61.53% dos votos válidos frente a apenas 17.82% obtidos por Francis Pangilinan, companheiro na chapa de Robredo.

## Sistema eleitoral
De acordo com a Constituição das Filipinas de 1987, a eleição é realizada a cada seis anos após 1992, na segunda segunda-feira de maio. O presidente em exercício tem mandato limitado. O vice-presidente em exercício pode concorrer por dois mandatos consecutivos. O candidato com o maior número de votos, tendo ou não a maioria, ganha a presidência.
A eleição da vice-presidência é separada, é realizada nas mesmas regras, e os eleitores podem dividir sua chapa. Se dois ou mais candidatos obtiverem o maior número de votos para qualquer um dos cargos, o Congresso votará entre eles quem será presidente ou vice-presidente, conforme o caso. Ambos os vencedores cumprirão mandatos de seis anos, começando ao meio-dia de 30 de junho de 2022 e terminando no mesmo dia, seis anos depois.

## Contexto

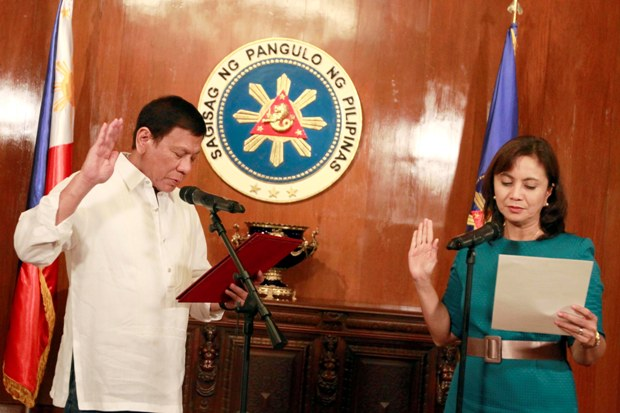
A eleição de 2022 decidirá o sucessor do presidente Rodrigo Duterte e da vice-presidente Leni Robredo. Nesta foto, Duterte está empossando Robredo para chefiar o HUDCC.

Nas eleições presidenciais e vice-presidenciais de 2016, o prefeito da cidade de Davao, Rodrigo Duterte, do Partido Demokratiko Pilipino–Lakas ng Bayar, ganhou a presidência contra outros quatro candidatos, enquanto o representante da Câmara Camarines Sur Leni Robredo do Partido Liberal venceu o senador Bongbong Marcos e outros quatro na eleição para vice-presidente que é a margem mais próxima desde 1965. Marcos colocou o resultado em protesto no Tribunal Presidencial Eleitoral.
O representante de Davao del Norte, Pantaleon Alvarez, foi eleito Presidente da Câmara dos Deputados em julho de 2016. No meio do 17º Congresso, a ex-presidente Gloria Macapagal Arroyo, que era a representante de Pampanga, destituiu Alvarez da presidência. A deposição teria sido devido a uma disputa entre Alvarez e a prefeita da cidade de Davao, Sara Duterte, filha do presidente, quando esta classificou o primeiro como sendo da oposição quando lançou o Hugpong ng Pagbabago (HNP), um partido político regional na região de Davao.
Em 17 de janeiro de 2022, a segunda divisão da comissão indeferiu o pedido de cancelamento da candidatura de Marcos. Os peticionários citaram a condenação de Marcos por descumprir o Código da Receita Federal quando não apresentou declaração de imposto de renda no início dos anos 1980, quando era governador de Ilocos Norte, o que supostamente acarretava a pena de inabilitação perpétua para cargos públicos. A comissão decidiu que quando o crime foi cometido, não teve a punição citada pelos peticionários, então Marcos não falsificou certidão de candidatura onde afirmou que não foi condenado por crime de torpeza moral. Marcos tem um caso de desclassificação separado na primeira divisão; a divulgação da decisão foi adiada quando vários de seus funcionários deram positivo para COVID-19.
Em 22 de janeiro de 2022, The Jessica Soho Presidential Interviews estreou no GMA. Moreno, Robredo, Lacson e Pacquiao participaram da entrevista, enquanto Marcos se recusou a participar; seu acampamento afirmou que o Soho é "tendencioso" contra ele. A GMA mais tarde respondeu à alegação e refutou a declaração de seu campo. Em uma entrevista separada no One PH, Marcos equiparou o preconceito a ser "anti-Marcos", acrescentando que era inútil, pois ele não responderia questões sobre a presidência de seu pai.

## Candidatos
A Comissão de Eleições divulgou a lista oficial de candidatos em 25 de janeiro de 2022, embora tenha sido finalizada nove dias antes. Alguns candidatos ainda podem ser desqualificados, mas ainda aparecem na cédula; os candidatos ainda podem ser desqualificados até sua proclamação. Isso é ordenado pelo sobrenome do candidato presidencial.

### Bongbong Marcos
Em 5 de outubro de 2021, Marcos anunciou sua candidatura presidencial. Inicialmente indicado por quatro partidos, Marcos optou pelo Partido Federal das Filipinas. Ele renunciou aos Nacionalistas e foi empossado na presidência da PFP no mesmo dia. Marcos finalmente apresentou sua candidatura presidencial sob a PFP em 6 de outubro.
Marcos enfrenta sete petições contra sua candidatura. A comissão eleitoral rejeitou a petição declarando-o um candidato incômodo no início de dezembro. Eles também rejeitaram outra petição que afirma que Marcos Jr. morreu décadas atrás e um impostor tomou seu lugar. O processo de desqualificação consolidado contra ele foi arquivado em 10 de fevereiro de 2022, embora um dos peticionários tenha apresentado um pedido de reconsideração. A última petição contra sua candidatura foi indeferida em 20 de abril de 2022.
Sua plataforma está centrada em unir o país, enfatizando a necessidade de unidade para se recuperar da pandemia. Se eleito, ele planeja priorizar a criação de empregos, desenvolvimento de infraestrutura, modernização dos setores agrícola e industrial, melhoria da saúde, e apoio a pequenas e médias empresas. Ele também promete dar continuidade às políticas do presidente Duterte.

### Sara Duterte
Em 9 de julho de 2021, a prefeita da cidade de Davao, Sara Duterte, disse que está aberta para concorrer à presidência. No entanto, ainda não houve decisão final. Em 9 de setembro de 2021, ela disse que não está concorrendo à presidência desde que seu pai, o presidente Duterte, estava concorrendo à vice-presidência, e eles concordaram que apenas um deles concorreria a um cargo nacional. Em 11 de novembro, ela renunciou ao Hugpong ng Pagbabago e mais tarde ingressou no Lakas-CMD no mesmo dia. Ela apresentou sua candidatura em 13 de novembro de 2021, substituindo Lyle Fernando Uy.  O Partido Federal das Filipinas adotou Duterte como seu candidato a vice-presidente como companheiro de chapa de Bongbong Marcos. Lakas e Duterte então anunciaram que apoiam a candidatura presidencial de Marcos; O PDP-Laban primeiro recusou seu pedido de apoio.

## Pesquisas eleitorais
As pesquisas de opinião são conduzidas pela Social Weather Stations (SWS), Pulse Asia, OCTA Research e outros pesquisadores terceirizados.
As tabelas abaixo das últimas cinco pesquisas que foram administradas.

## Campanha eleitoral
A eleição será realizada em meio à pandemia do COVID-19, que prejudicou severamente a economia do país. Segundo o secretário de Finanças, Carlos Dominguez III, o próximo governo enfrentará quatro questões principais: gestão da dívida, inflação causada pela escassez global, desigualdades induzidas pela pandemia e mudanças climáticas. Outras questões importantes incluem a continuidade das políticas do presidente Rodrigo Duterte e o relacionamento do país com a China e os Estados Unidos.
O ex-senador Bongbong Marcos, apesar de não ter sido endossado e até mesmo criticado pelo presidente, promete ampla continuidade de suas políticas, prometendo promover investimentos estrangeiros e continuar o desenvolvimento de infraestrutura ao lado de alguns dos polêmicos programas de Duterte. Ele colocou sua plataforma principalmente em inaugurar a unidade entre os filipinos. Sendo filho e homônimo do ex-presidente Ferdinand Marcos, a candidatura de Marcos enfrenta forte oposição de vários grupos devido aos abusos dos direitos humanos do regime de seu pai e à corrupção generalizada.
A vice-presidente em exercício Leni Robredo é considerada rival de Marcos, tendo vencido por uma margem estreita contra ele na eleição vice-presidencial de 2016. Robredo, uma crítica das políticas de Duterte, está oferecendo uma plataforma baseada em boa governança e transparência. Ela está se apoiando em sua experiência como advogada de direitos humanos e trabalhadora de desenvolvimento.

Enquanto isso, o prefeito de Manila Isko Moreno se posicionou como uma alternativa centrista tanto para Marcos quanto para Robredo, prometendo fazer um "governo inclusivo e aberto", incluindo muitos pontos de vista. Ele está se apoiando em sua experiência como prefeito, prometendo duplicar no país o que fez em Manila. O senador Manny Pacquiao está concorrendo em uma plataforma anticorrupção e se posicionando como o candidato das massas, comprometendo-se a iniciar programas para os pobres se for eleito.

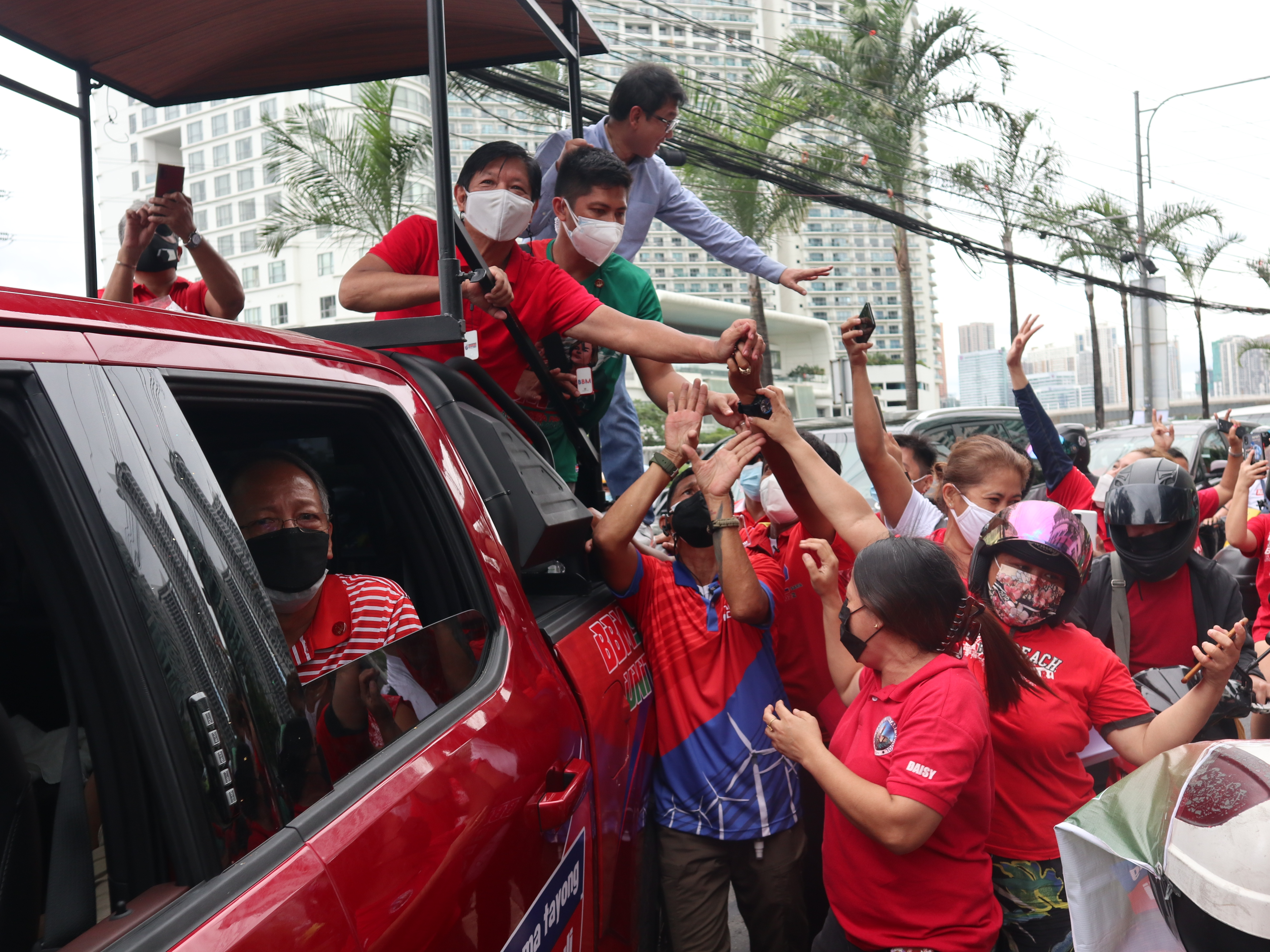
Bongbong Marcos em campanha em Makati
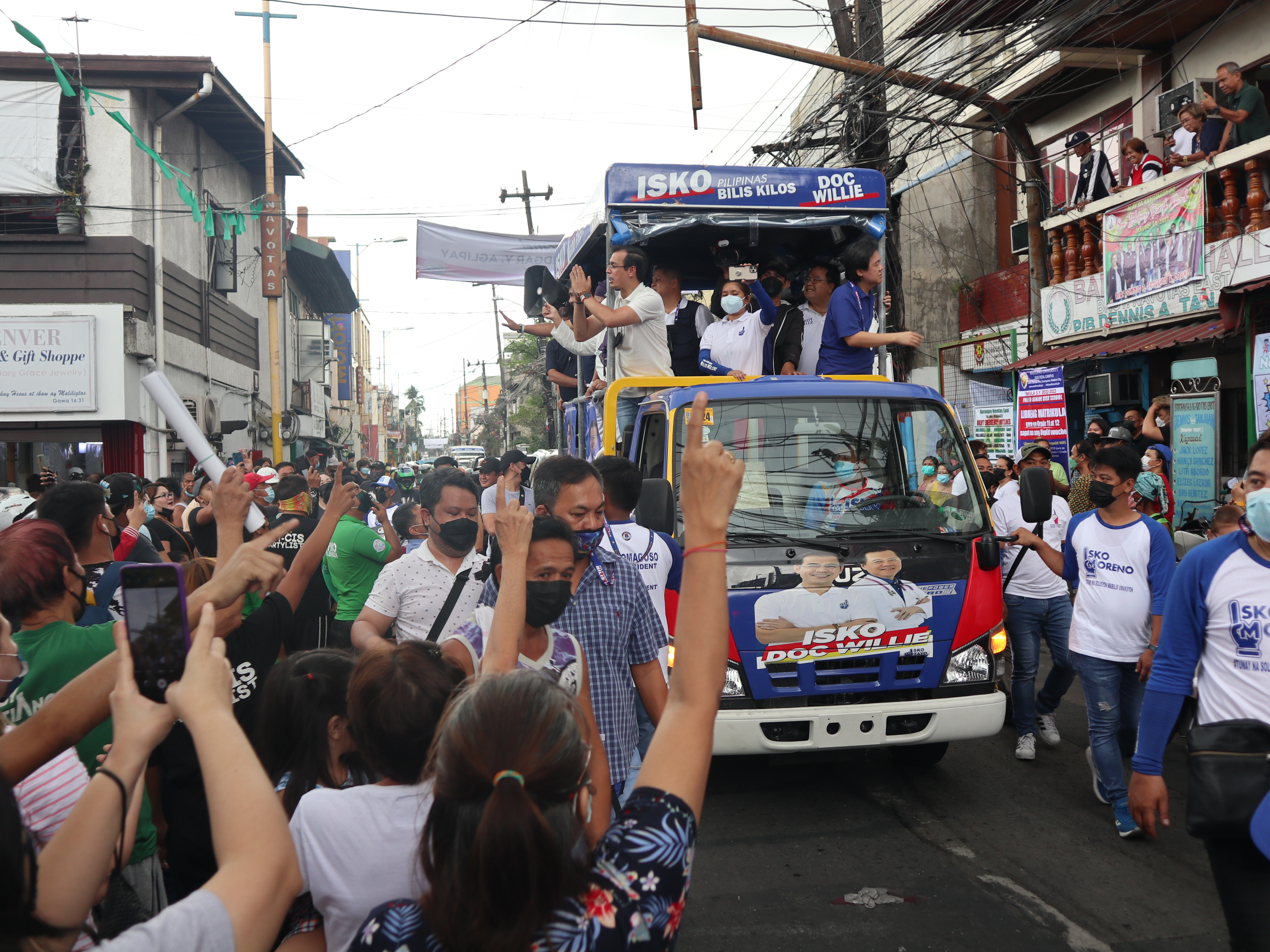
Isko Moreno e Willie Ong em campanha em Navotas
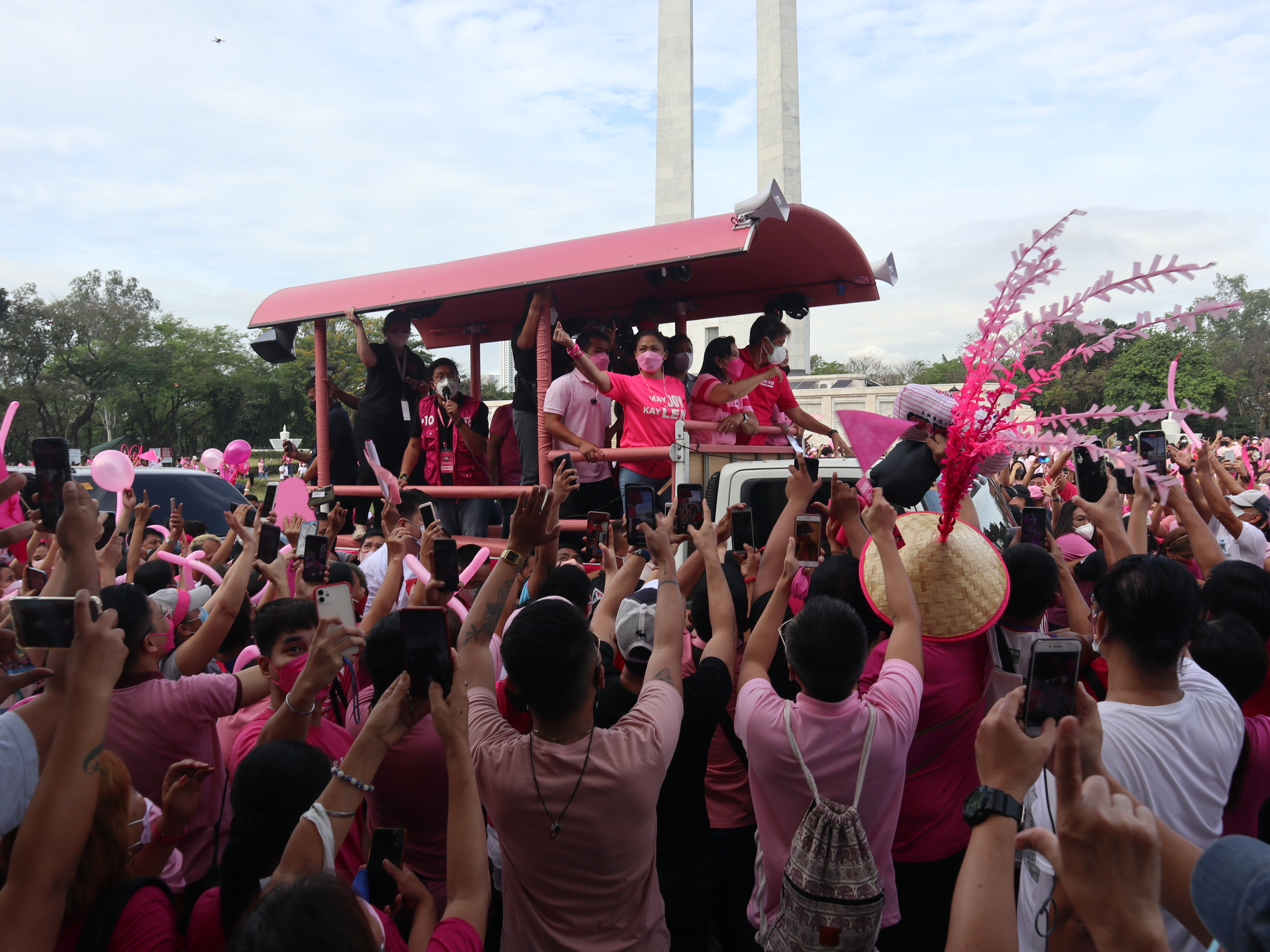
Leni Robredo e Francis Pangilinan em campanha no Quezon Memorial Circle
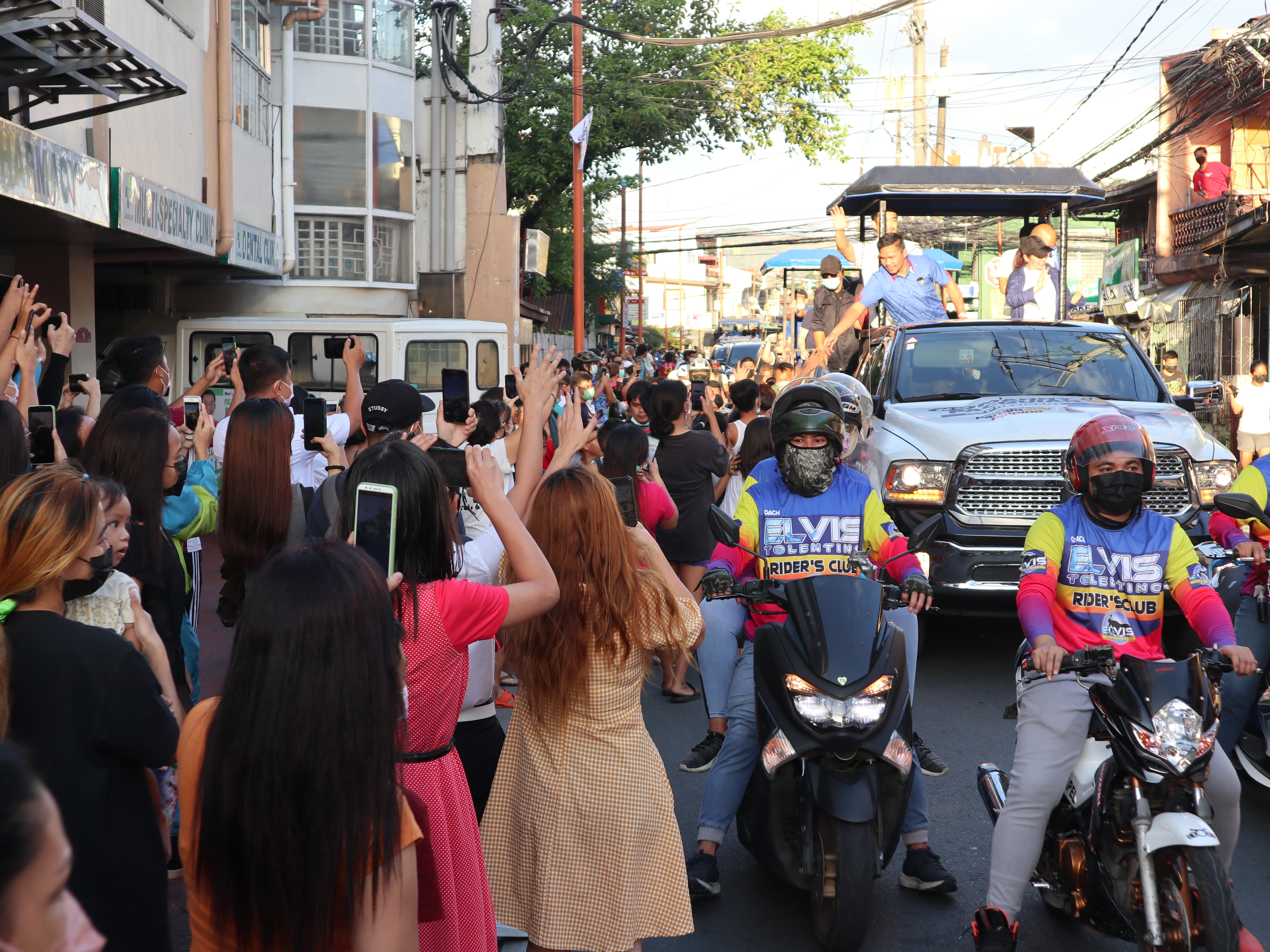
Manny Pacquiao em campanha na cidade de Marikina
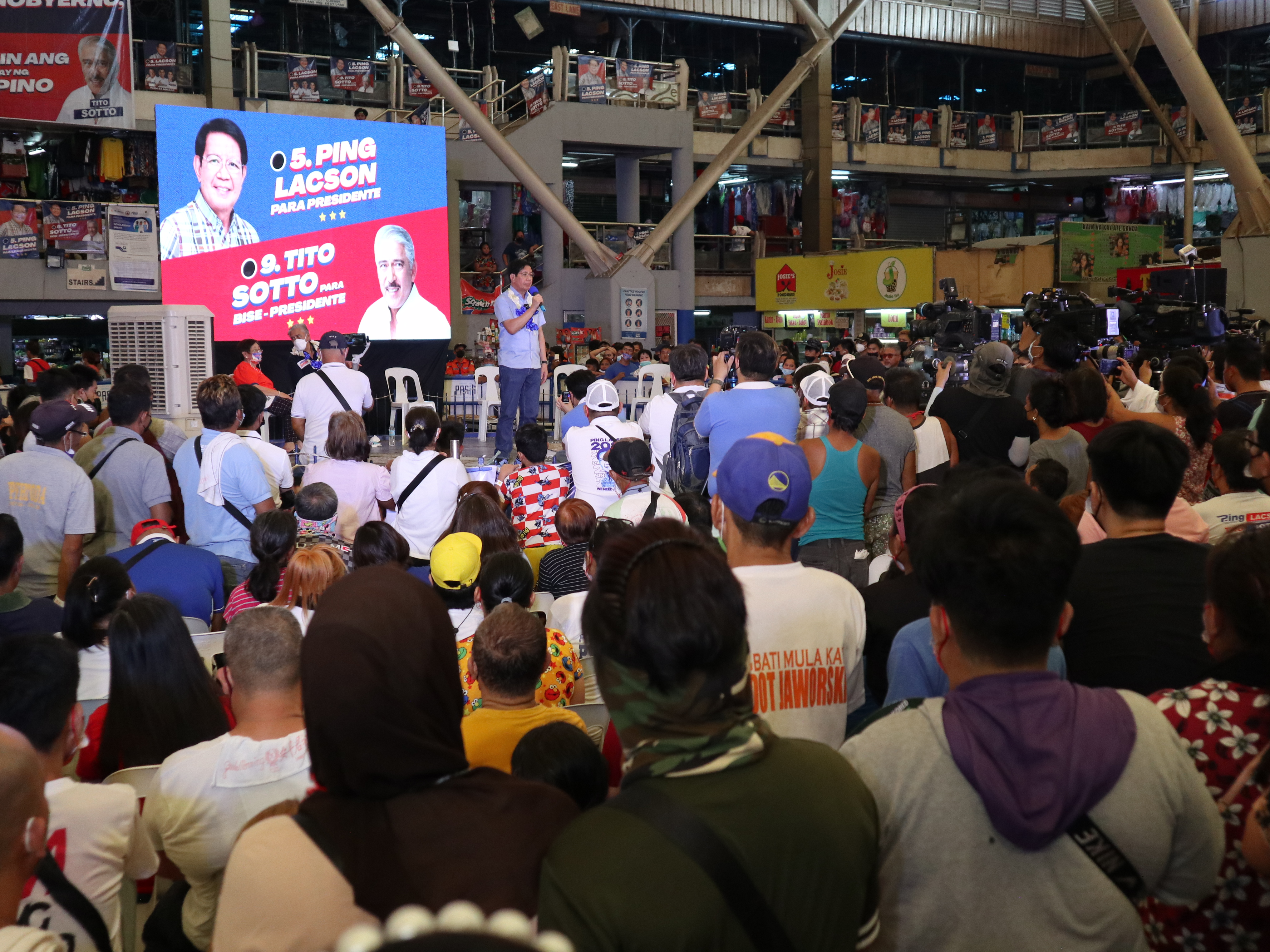
Panfilo Lacson e Tito Sotto em uma reunião da prefeitura em Pasig

## Resultados eleitorais

### Eleição presidencial
| Candidato(a)               | Candidato(a)               | Partido político                                    | Votos válidos | %     | Situação      |
| -------------------------- | -------------------------- | --------------------------------------------------- | ------------- | ----- | ------------- |
|                            | Bongbong Marcos            | Partido Federal das Filipinas                       | 31 629 783    | 58.77 | Eleito        |
|                            | Leni Robredo               | Partido Liberal                                     | 15 035 773    | 27.94 | Não eleito(a) |
|                            | Manny Pacquiao             | Movimento Progressista de Devolução das Iniciativas | 3 663 113     | 6.81  | Não eleito(a) |
|                            | Isko Moreno                | Ação Democrática                                    | 1 933 909     | 3.59  | Não eleito(a) |
|                            | Pánfilo Lacson             | Independente                                        | 892 375       | 1.66  | Não eleito(a) |
|                            | Demais candidatos          | Demais partidos                                     | 256 293       | 1.23  | Não eleito(a) |
| Votos válidos              | Votos válidos              | Votos válidos                                       | 53 815 484    | 96.24 | –             |
| Votos brancos/nulos        | Votos brancos/nulos        | Votos brancos/nulos                                 | 2 101 913     | 3.76  | –             |
| Total de votos registrados | Total de votos registrados | Total de votos registrados                          | 55 917 397    | 100   | –             |
| Comparecimento eleitoral   | Comparecimento eleitoral   | Comparecimento eleitoral                            | 67 368 508    | 83.00 | –             |

### Eleição vice-presidencial
| Candidato(a)               | Candidato(a)               | Partido político                                    | Votos válidos | %     | Situação      |
| -------------------------- | -------------------------- | --------------------------------------------------- | ------------- | ----- | ------------- |
|                            | Sara Duterte               | Democratas Cristãos e Muçulmanos                    | 32 208 417    | 61.53 | Eleita        |
|                            | Francis Pangilinan         | Partido Liberal                                     | 9 329 207     | 17.82 | Não eleito(a) |
|                            | Tito Sotto                 | Coalizão Nacionalista do Povo                       | 8 251 267     | 15.76 | Não eleito(a) |
|                            | Willie Ong                 | Ação Democrática                                    | 1 878 531     | 3.59  | Não eleito(a) |
|                            | Lito Atienza               | Movimento Progressista de Devolução das Iniciativas | 270 381       | 0.52  | Não eleito(a) |
|                            | Demais candidatos          | Demais partidos                                     | 408 197       | 0.78  | Não eleito(a) |
| Votos válidos              | Votos válidos              | Votos válidos                                       | 52 346 000    | 93.61 | –             |
| Votos brancos/nulos        | Votos brancos/nulos        | Votos brancos/nulos                                 | 3 571 397     | 6.39  | –             |
| Total de votos registrados | Total de votos registrados | Total de votos registrados                          | 55 917 397    | 100   | –             |
| Comparecimento eleitoral   | Comparecimento eleitoral   | Comparecimento eleitoral                            | 67 368 508    | 83.00 | –             |

## Repercussão pós-eleitoral
Em 10 de maio, vários grupos militantes protestaram em frente à sede do COMELEC no Palácio do Governador em Intramuros. Eles alegaram fraude eleitoral maciça, citando relatos de 1 800 VCMs defeituosos ou com defeito, os eleitores sendo solicitados a deixar suas cédulas na delegacia para alimentação em massa depois que alguns VCMs quebraram e a rápida transmissão dos resultados. Os manifestantes estavam gritando "Marcos, Magnanakaw" (em português: "Marcos, bandido!"), um canto popularizado durante a década de 1980. Enquanto isso, o Gabinete do Estudante Regente da Universidade das Filipinas pediu que seus alunos saíssem, anunciando que "não haverá aulas sob a presidência de Marcos". O órgão de vigilância eleitoral Legal Network for Truthful Elections (LENTE) contestou as alegações de que a transmissão rápida de ERs era suspeita, enquanto o COMELEC afirmou que deixar cédulas para trás se o VCMs funcionar mal faz parte do protocolo para evitar a privação de voto do eleitor. Até o dia 10 de maio, o Conselho Pastoral Paroquial do Voto Responsável (PPCRV) não encontrou irregularidades em sua contagem parcial e não oficial.